# Lazac Lokvarski
Lazac Lokvarski – wieś w Chorwacji, w żupanii primorsko-gorskiej, w gminie Lokve. W 2011 roku liczyła 18 mieszkańców.